# Gerard Unger

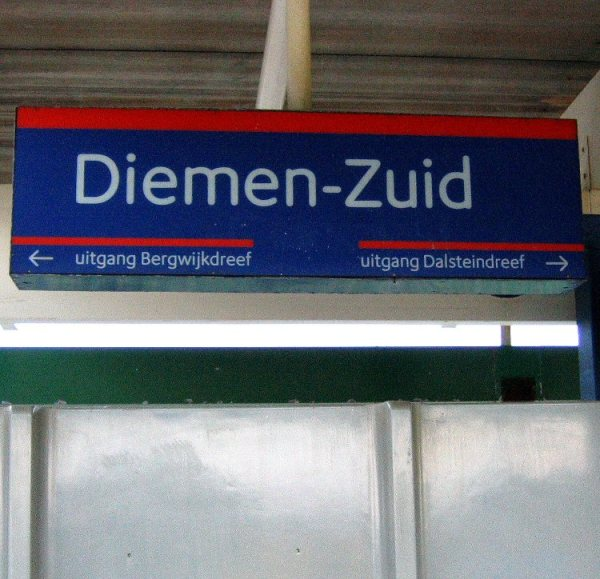
Letterontwerp van Gerard Unger uit 1975 voor de Amsterdamse metro, de M.O.L.

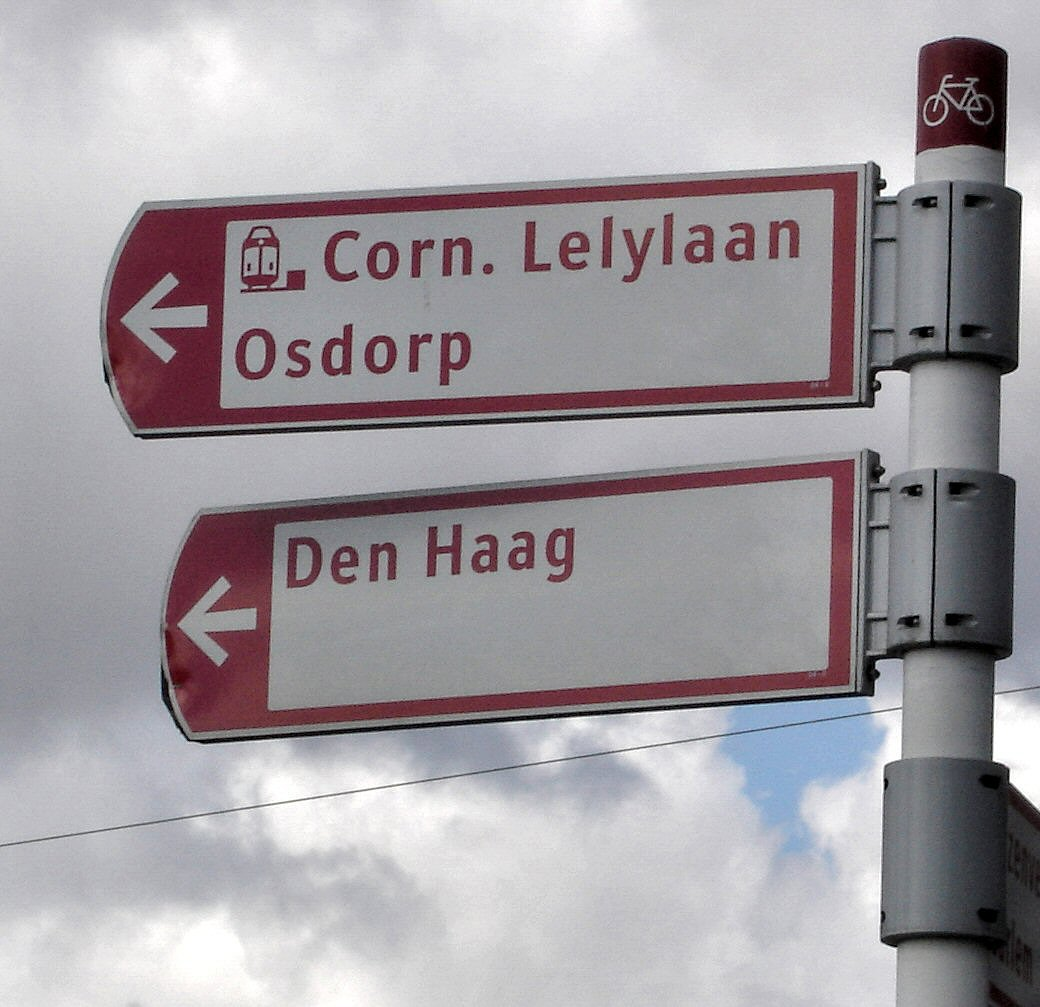
Letterontwerp van Gerard Unger uit 1997 voor ANWB-bewegwijzering

Gerard Anthony Unger (Arnhem, 22 januari 1942 – Bussum, 23 november 2018) was een Nederlandse grafisch ontwerper en een internationaal bekende letterontwerper.

## Biografie

### Opleiding en carrière
Unger studeerde aan de Gerrit Rietveld Academie in Amsterdam en werkte vervolgens bij Total Design, Prad en Joh. Enschedé. In 1968 trouwde hij met kunsthistorica en sieraadverzamelaar Marjan de Boer (beter bekend onder haar getrouwde naam Marjan Unger). In 1975 vestigde hij zich als zelfstandig ontwerper. Sinds 1994 doceerde hij aan de universiteit van Reading. Van 2006 tot 2012 was hij bijzonder hoogleraar typografie aan de Universiteit Leiden.

### Lettertypen
Lettertypen van Unger zijn gebruikt door kranten in verscheidene landen, waaronder USA Today, de grootste krant van de Verenigde Staten. Voor die krant maakte hij de Gulliver, die bekend staat als 'het zuinigste lettertype ter wereld'. Het staat onder andere ook in de Stuttgarter Zeitung. Ungers krantenlettertypen (zoals Swift, Gulliver, Coranto en Vesta) hebben vaak een grote x-hoogte en grote binnenvormen. Het Nederlandse dagblad Trouw gebruikt de letter Swift, een schreefletter. Capitolium News (2006) is sinds 2 december 2006 de broodletter van de Volkskrant. Dit was een bewerking door Unger van zijn eerdere font Capitolium voor de bewegwijzering in Rome.
Ook voor andere toepassingen ontwierp Unger letters, zoals de ANWB-wegwijzers. In 2005 ontwierp hij voor de Duitse verzekeraar Allianz AG een letter als onderdeel van hun huisstijl.
Een groot aantal lettertypen van Unger is nu verkrijgbaar bij Linotype en de Dutch Type Library. Sinds 1995 gaf hij nieuw werk vaak in eigen beheer uit. Tot zijn bekendste letters behoren: Demos (1976/2001), Flora (1984), Swift (1985/1995), Amerigo (1986), Argo (1991), Gulliver (1993), ANWB-fonts (1997), Capitolium (1998), Paradox (1999), Coranto (2000), Vesta (2001), Big Vesta (2003) en Alverata (2014).

### Overig werk
Naast lettertypen ontwierp Unger onder meer huisstijlen, tijdschriften, munten, boeken, logo’s en postzegels.

## Onderwijs
Unger was meer dan dertig jaar docent aan de Gerrit Rietveld Academie en was gasthoogleraar aan de University of Reading bij het Department of Typography and Graphic Communication. Van 2006 tot 2012 was hij (de eerste Nederlandse) hoogleraar Typografische Vormgeving aan de Academie der Kunsten van de Universiteit Leiden. In september 2013 promoveerde hij op een door hem ontworpen lettertype, de Alverata, gebaseerd op middeleeuwse lettervormen. Daarnaast gaf Unger regelmatig voordrachten en lezingen en heeft hij gastdocentschappen vervuld, onder andere aan Stanford University.

## Onderscheidingen
Unger ontving verschillende onderscheidingen, waaronder de H.N. Werkmanprijs (1984), de Maurits Enschedé-prijs (1991) en de SOTA Typography Award (2009). Op 28 mei 2008 ontving hij een eredoctoraat van de Universiteit Hasselt op voordracht van de Associatiefaculteit Beeldende Kunst. Sinds 2010 was Unger – net als zijn vrouw, de kunsthistorica Marjan Unger – erelid van de Beroepsorganisatie Nederlandse Ontwerpers (BNO). In 2012 werd hij door de BNO onderscheiden met een oeuvreprijs, de Piet Zwart Prijs.

## Citaten
- The emphasis nowadays [in education] is much more on personal expression than it was in my time, and I'm not saying it’s good or bad, I'm wrestling with it. When I see a chance to make the things I design more personal I'll certainly do that, but that's not the main purpose. I'm from the generation that saw graphic design as problem-solving and I'm still a problem-solver. That's my first question: 'What's your problem?' John L. Walters, Eye 10 (2001) no. 40 (Summer) 2003
- Het is vreemd: we halen binnen milliseconden overal informatie vandaan. En die wordt dan zichtbaar gemaakt in een primitievere vorm dan we in eeuwen gehad hebben. Een site als Wikipedia is fantastisch, maar de typografie is erbarmelijk: iedere grondregel over leesbare tekst wordt er geschonden. Trouw, 29 juni 2006, p. 15.

## Privé
Gerard Unger was een achterneef van de Rotterdamse kunsthandelaar Dolf Unger.
In 2009 schonk Unger samen met zijn vrouw, Marjan Unger een verzameling van circa 500 sieraden van Nederlandse makelij aan het Rijksmuseum Amsterdam.
Unger overleed op 23 november 2018 in zijn woonplaats Bussum. Zijn echtgenote overleed enkele maanden eerder.
In 2017 doneerde het echtpaar Unger hun woonhuis aan de Parklaan 29 a in Bussum aan de Vereniging Hendrick de Keyser, zij lieten dit pand verbouwen tot hun eigen woonhuis met atelier en doka, naar plannen van architect Mart van Schijndel. Het pand werd verworven om zijn postmoderne (binnenhuis)architectuur. De vereniging verhuurt het pand.

## Publicaties
Als vakauteur heeft Unger vele artikelen en boeken op zijn naam. Zijn belangrijkste publicatie is Terwijl je leest (1997), dat later in verschillende talen verscheen en in 2006 geheel herzien werd herdrukt. In 2004 sprak hij de Tiele-lezing uit onder de titel Veranderend lezen, lezend veranderen.

### Publicaties (selectie)
- Een tegenvoorstel = a counter-proposal = une contreproposition = ein Gegenvorschlag (1967)
- Tekst over tekst: een documentaire over typografie (1975)
- Kijk... je kunt er mee lezen en schrijven: automatisering in relatie tot grafisch ontwerpen en tot de grafische industrie (1979)
- Terwijl je leest (1997; 2e herz. dr. 2006); o.a. vertaald als While you're reading (2007)
- Veranderend lezen, lezend veranderen (2004) (Tiele-lezing).
- Typografie als voertuig van de wetenschap. Amsterdam, 2007 (inaugurele rede).
- Alverata. Hedendaagse Europese letters met wortels in de middeleeuwen. Amsterdam, 2013 (proefschrift).
- THEORY OF TYPE DESIGN. Rotterdam, 2018

## Verder lezen
- Wil Berteux, Atelier 14: Ania Bien foto's, Hans Biezen foto's... Gerard Unger toegepaste grafiek (1977)
- Mathieu Lommen, Letterontwerpers: gesprekken met Dick Dooijes, Sem Hartz, Chris Brand, Bram de Does, Gerard Unger (1987)
- Dutch Type Library, Letterproef bij de introductie van DTL paradox: een ontwerp van Gerard Unger (2002)
- Mathieu Lommen (red.), What's your problem? Interviews met Gerard Unger 1975-2003 (2003)
- Christopher Burke, Gerard Unger: life in letters (2021)